# Amydrium medium
Amydrium medium är en kallaväxtart som först beskrevs av Heinrich Zollinger och Alexandre Moritzi, och fick sitt nu gällande namn av Dan Henry Nicolson. Amydrium medium ingår i släktet Amydrium och familjen kallaväxter. Inga underarter finns listade.